# Críticos de Stirner
Críticos de Stirner es una réplica en la que el filósofo Max Stirner responde a las críticas recibidas por Szeliga (pseudónimo de un adepto de Bruno Bauer), Moses Hess y Ludwig Feuerbach a su obra fundamental El único y su propiedad. Fue publicada en septiembre de 1845 en el periódico Wigand’s Vierteljahrsschrift de la ciudad de Leipzig. En ese mismo año, la crítica de Szeliga había aparecido en el artículo “Der Einzige und sein Eigenthum” Von Max Stirner Kritik del diario Norddeutsche Blätter, la de Hess en su libro Die letzten Philosophen, y la de Feuerbach en un artículo anónimo titulado Über “Das Wesen des Christentums” in Beziehung auf Stirners “Der Einzige und sein Eigentum”.

## Filosofía
Al año siguiente de haber dado a conocer El único y su propiedad, y publicando a nombre propio aunque refiriéndose a sí mismo en tercera persona, Max Stirner encuentra en este texto dedicado a sus críticos la ocasión para profundizar en las cuestiones más importantes de su entendimiento. El nombre vacío del único, que no está fijado en un concepto, ni tampoco determinado ni definido, por lo que no se convierte en un principio, el específico ser único diferenciado de atributos universales como el ser humano o el espíritu, la expresión convertida en visión, la frase hecha carne y la ciencia disuelta en la vida, los intereses propios del egoísmo directo contra lo ajeno de los intereses absolutos y eternos, la consideración de un interés válido en sí mismo a pesar del interés propio como un comportamiento religioso, el sacrificio ante lo sagrado del egoísta engañado que sirve a un interés superior, y el pensamiento no como un propósito ni una vocación sino como herramienta para poner fin a los escrúpulos, son algunas de las temáticas que el filósofo expone en su escrito.

…consideraron al único como si afirmara ser una frase sagrada y noble, y disputaron esta afirmación. Pero no estaba intentando ser otra cosa más que una frase común, y por lo tanto actual, lo que las exageradas frases de sus oponentes no pueden ser nunca, y de este modo una profanación de la creación de frases.
Max Stirner

…lo sagrado es absolutamente no interesante, porque tiene la pretensión de ser interesante aun cuando nadie está interesado en él; es también lo “universal”, es decir, la cuestión de interés que carece de sujeto, porque no es el interés propio de uno, el interés de un único. En otras palabras, este “interés universal” es más que tú, una cosa “superior”; es también sin ti, un “absoluto”; es un interés para sí mismo, ajeno a ti; exige que tú lo sirvas y te encuentra voluntarioso, si te dejas engañar.
Max Stirner

## Ediciones
- 1845 - Recensenten Stirners (Edición de Wigand's Vierteljahrsschrift)
- 1914 - Recensenten Stirners (Edición de John Henry Mackay)
- 2015 - Recensenten Stirners (Edición de Die Perfekte Bibliothek)

## Traducciones
- 2012 - Stirner's critics (Traducción al inglés de Wolfi Landstreicher, edición de LBC Books)
- 2013 - Los recensores de Stirner (Traducción al español de Luis Andrés Bredlow, edición de Pepitas de Calabaza)
- 2019 - Críticos de Stirner (Traducción al español de Rene Mostrenco, edición de El Bozal de la Lógica)